# Naomi Wolf
Naomi Wolf, född 12 november 1962 i San Francisco i Kalifornien, är en amerikansk författare, politisk rådgivare/aktivist och feminist. Hon har sedan tidigt 1990-tal presenterat uppmärksammade och i vissa fall kontroversiella fackböcker om kvinnors och andras villkor i den moderna världen. Hennes genombrott kom 1990 med The Beauty Myth (Skönhetsmyten).

## Biografi
Naomi Wolf avlade filosofie kandidat-examen i engelsk litteratur vid Yale University 1984. Wolf erhöll Rhodesstipendiet och studerade fram till 1987 vid universitetet i Oxford (New College), där hon påbörjade en doktorsavhandling i engelsk litteratur som länge låg oavslutad. Wolf slutförde avhandlingen först 2015.

### Skönhetsmyten
Wolf fick sitt litterära genombrott med boken The Beauty Myth (Skönhetsmyten) 1990. Från ett närmast marxistiskt perspektiv beskriver boken det västerländska industrisamhället som med en inneboende exploatering av en underbetald arbetarklass. Bokens titel syftar på att kvinnor förstärkt sin exploaterade position, som lågbetalda inom olika serviceyrken, genom att tro på "skönhetsmyten" trots de negativa effekter som en jakt på skönhet leder till för dem. Denna jakt skulle också bidra till att förstärka eller bevara den rådande könsmaktsordningen.
Skönhetsmyten kritiserades negativt av feminister som Germaine Greer, Ann Hollander och Betty Friedan. Kritiken rörde sig bland annat om Wolfs omtuggande av gamla truismer och för att den inte ägnade sig åt de nutida utmaningarna för kvinnor. Andra kritiserade Wolfs slarviga utnyttjande och i vissa fall förvrängning av statistik. Trots detta blev boken en bästsäljare, med utgåvor i 14 länder.

### Senare böcker
Därefter har Wolf fortsatt sitt skrivande av böcker i teman runt kvinnor, deras roller och förutsättningar i det moderna samhället. 1994 kom Fire with Fire, där en ny kvinnlig makt och dess möjligheter beskrevs. Fyra år senare kom Promiscuities, där Wolf fokuserade på kvinnlig lust genom historien.
Misconceptions (2001) riktade in sig på de olika sanningarna, lögnerna och oväntade ingredienserna i att bli mor. 2005 publicerades The Treehouse, en mer allmän översikt över ett antal olika livsdygder med utgångspunkt i hennes egen far. The End of America från 2007 innehöll varningar till unga patrioter i ett USA med identitetsproblem.
Senare böcker har bland annat handlat om etik och moral (The Inner Compass for Ethics & Excellence, 2007, författad ihop med Daniel Goleman) och amerikansk revolutionsanda (Give Me Liberty, 2008). Vagina: A New Biography (2012) blev uppmärksammad för sin ifrågasatta åsikt att kvinnor endast kunde vara kreativa när de hade ett bra sexliv. 2020 kom Outrages, en bok om sex och brott där Wolf ånyo kritiserades för att misstolka viktiga data; boken baserades delvis på Wolfs doktorsavhandling från 2015.
2022 publicerades The Bodies of Others, där Wolf går till angrepp på hanteringen av covid-19-pandemin och dess enligt henne totalitära tendenser. Året därpå kom Facing the Beast, där fokus ligger på en alltmer totalitär civilisation.

## Åsikter
Naomi Wolf har beskrivits som en sexpositiv feminist, och inte alltid i positiv bemärkelse. Senare har hon uppmärksammats med koppling till konspirationsteorier. Detta är främst baserat på uttalanden rörande coronaviruspandemin, där hon hävdat dunkla motiv bakom nedstängningar och kritik mot Covid-19-vaccin.